# Gustave Adolphe Bernardel
Gustave Adolphe Bernardel, né à Paris le 25 avril 1832 et mort à Cherbourg le 27 janvier 1904, est un luthier français. 

## Biographie
Luthier du Conservatoire de Paris, de l'Opéra et du Ministère des beaux-arts, il fonde en 1859 avec son père Auguste Sébastien Philippe (1802-1866) et son frère Auguste Ernest (1826-1899), l'entreprise Bernardel puis, s'associe en 1866 à Nicolas Eugène Gand pour former Gand & Bernardel, au 4 passage Saulnier à Paris, qui fonctionnera jusqu'en 1887. Cette adresse a la particularité d'être celle de Jules Verne lorsqu'il vivait à Paris. L'écrivain cite d'ailleurs Bernardel dans le roman L'Île à hélice (partie 2, chapitre V). 
Il est le grand-père du luthier Léon Bernardel (1853-1931).

## Distinctions
- Chevalier de la Légion d'honneur (1900).